# Paese d'ombre
Paese d'ombre è un romanzo di Giuseppe Dessì, pubblicato ufficialmente nel 1972. Il romanzo ha vinto il premio Strega nello stesso anno.
Paese d'ombre racconta la vita, dall'infanzia alla vecchiaia, di Angelo Uras, le cui vicende personali offrono l'occasione all'autore per mettere in luce temi importanti come quello ecologico e dello sfruttamento tra ricchi e poveri; per evidenziare una galleria di personaggi di grande rilievo storico e sociale, e per raccontare un mondo che andava dissolvendosi.

## Trama
Il romanzo è ambientato a Norbio (chiamata dall'autore anche come Parte d'Ispi, che poi risulta essere Villacidro, città natale dell'autore), paesino posto alle pendici del monte Linas a 45 km da Cagliari (Sardegna).
Il protagonista Angelo Uras vive con la madre Sofia Curreli ed è ben voluto dal ricco possidente conte don Francesco Fulgheri, che tutti dicono essere burbero e anticonformista per il suo “modo di pensare che era così moderno da essere considerato pericolosamente rivoluzionario dalle autorità governative isolane, dalle autorità che stavano accanto al Viceré, dal Presidente dell'Ordine degli avvocati, e specialmente dai due personaggi più in vista di Norbio, che erano l'avvocato Antioco Loru e il professore Antonio Todde” (Paese d'ombre).
In qualità di avvocato, don Francesco Fulgheri aveva difeso il pastore Pantaleo Mummìa, reo di essersi ribellato alla famosa legge delle chiudende, del 1821, con la quale si permetteva, a tutti coloro che avevano la possibilità di farlo, di impadronirsi della terra fino ad allora libera per l'uso della pastorizia, cancellando di fatto l'antico diritto delle terre comuni per il pascolo e il bosco. 
Il Mummìa venne impiccato nella pubblica piazza di “Frontera” quarant'anni dopo i fatti, con grande rammarico e dispiacere dell'avvocato che non era riuscito a strapparlo alla morte.
Anche don Francesco muore ucciso per una vendetta, lasciando la sua grande eredità al piccolo Angelo Uras. 
La madre Sofia Curreli, donna saggia, che non voleva inimicarsi la potente famiglia dei conti Fulgheri decise quale amministratrice del patrimonio del giovane figlio di rinunciare ad una parte di esso, così facendo permise al figlio di non aver problemi, e di poter studiare. 
Diventato adulto Angelo Uras si sposa con Valentina Manno, che nel dare al mondo la figlia muore di parto. Anche la madre Sofia, di lì a qualche anno, dopo una lunga malattia morirà, lasciando Angelo in una situazione di profonda angoscia, superata con l'impegno sociale e convolando a seconde nozze con donna Margherita Fulgheri.
Eletto Sindaco del paese si prodigherà per la comunità arricchendola di opere pubbliche di valore artistico e architettonico. Difenderà il bosco dallo sfruttamento sfrenato da parte dei continentali. Attraverso il rimboschimento con pini dei contrafforti del Linas salvaguarderà il paese da devastazioni idrogeologiche.
Infine riuscirà a coronare il suo antico sogno di ridare al Comune quei terreni e quelle foreste che il Comune aveva perso a causa della legge sulle chiudende. 
Nonostante il benessere economico e la realizzazione sociale, la gioia e la spensieratezza del giovane terminano con la perdita della madre e di Valentina. Non a caso la parte della gioventù occupa i due terzi del racconto e quella della maturità e dell'anzianità in tutto solo un terzo. Quest'ultima, nell'ambito della vita privata, risulta non esplorata e forse non esplorabile.

## Edizioni
- Giuseppe Dessì, Paese d'ombre, collana Oscar Mondadori, prima edizione in formato economico, Arnoldo Mondadori Editore, 1975.
- Giuseppe Dessì, Paese d'ombre, Arnoldo Mondadori Editore, 1998, ISBN 978-88-04-45651-3.
- Giuseppe Dessì, Paese d'ombre, Prefazione di Sandro Maxia, Ilisso, 1999, ISBN 978-8885098794.
- Giuseppe Dessì, Paese d'ombre, Prefazione di Marcello Fois, Collezione Premio Strega, UTET, 2006, ISBN 978-88-02-07498-6.